# Анатольська (присілок)
Анато́льська (рос. Анатольская) — присілок у складі Горноуральського міського округу Свердловської області.
Населення — 38 осіб (2010, 31 у 2002).
Національний склад станом на 2002 рік: росіяни — 100 %.